# Jade Carey
Pour les articles homonymes, voir Carey.
Jade Carey est une gymnaste américaine, née le 27 mai 2000 à Phoenix, dans l'Arizona.
Elle est sacrée championne olympique en sol femmes aux Jeux olympiques d'été de 2020.

## Biographie
En 2016, Carey a participé aux championnats nationaux des Jeux olympiques juniors où elle a réussi un saut complet Kasamatsu replié, après quoi elle a été nommée The Carey dans le code de points J.O. Carey a été invitée à son premier camp de l’équipe nationale de niveau élite à la fin de l'année 2016.
En 2017, elle participe aux Championnats du monde de gymnastique artistique.
En 2018, elle obtient l’or au saut et aux exercices au sol lors des Championnats panaméricains de gymnastique (en).
En 2019, elle est qualifiée à la Coupe du monde de gymnastique artistique FIG 2019 (en).
En avril 2020, elle obtient la médaille d'or lors de la coupe du monde à Melbourne (en).
Elle remporte la médaille d'or du concours général par équipes des Jeux olympiques d'été de 2024 à Paris.

## Palmarès

### Jeux olympiques
- Paris 2024 :
  -  médaille d'or au concours général par équipe
  -  médaille de bronze au saut

- Tokyo 2020 (2021)[8]
  -  médaille d'or au sol
  - 8e au concours général individuel
  - 8e au saut

### Championnats du monde
- Montréal 2017
  -  médaille d'argent au saut
  -  médaille d'argent au sol

- Stuttgart 2019
  -  médaille d'or au concours par équipes
  -  médaille d'argent au saut

- Liverpool 2022
  -  médaille d’or au concours par équipes
  -  médaille d'or au saut
  -  médaille de bronze au sol